# Anh cũng là con người?
Anh cũng là con người? (tiếng Hàn: 너도 인간이니; Romaja: Neodo Inganini; tên quốc tế: Are you human too?) là một bộ phim truyền hình Hàn Quốc sắp phát sóng với sự tham gia của Seo Kang-joon và Gong Seung-yeon. Bộ phim sẽ được phát sóng trên đài KBS2 vào khung giờ 22h (KST) thứ hai và thứ ba từ ngày 4 tháng 6 năm 2018.

## Tóm tắt
Nam Shin là con trai của một gia đình điều hành một công ty lớn, người thừa kế thế hệ 3. Sau một tai nạn bất ngờ, anh rơi vào tình trạng hôn mê. Mẹ của anh là Oh Ro-ra là một chuyên gia về khoa học não bộ và trí tuệ nhân tạo. Bà đã tạo ra một Android (người máy hình người) tên Nam Shin III giống hệt con trai của bà. Người máy hình người đó phải đóng giả là "Nam Shin con người" và để tránh bị nghi ngờ, anh ta cũng có cả một vệ sĩ riêng - Kang So-bong.

## Diễn viên

### Vai chính
- Seo Kang-joon vai "Nam Shin con người" / Robot Nam Shin III[5]

Nam Shin là một người thừa kế thế hệ thứ ba đang bị rơi vào trạng thái hôn mê sau một tai nạn bất ngờ. Mẹ của anh, Oh Ro-ra, một chuyên gia về khoa học não bộ và trí thông minh nhân tạo đã tạo ra một Android, Nam Shin III, nhằm duy trì vị trí của anh là người thừa kế chính thức của tập đoàn.
Nam Shin III, một người máy hình người với trí tuệ nhân tạo, được tạo ra với nhiệm vụ thay Nam Shin tiếp quản vị trí người thừa kế tập đoàn và dần dần rơi vào lưới tình với cô vệ sĩ Kang So-bong.
- Gong Seung-yeon vai Kang So-bong[6]

Nữ vệ sĩ của Nam Shin. Là một cựu võ sĩ tổng hợp với bề ngoài lạnh lùng cứng rắn, nhưng bên trong lại tràn đầy ấm áp và vô cùng dễ thương.
- Kim Sung-ryung vai Oh Ro-ra[7]

Mẹ của Nam Shin, và là một chuyên gia về lĩnh vực trí thông minh. Bà là một người phụ nữ hội tụ đủ cả thông minh và mãnh liệt, bà cũng là nhà nghiên cứu hàng đầu làm về việc phát triển Android với đội ngũ những nhà khoa học hàng đầu.
- Lee Joon-hyuk vai Ji Young-hoon[8]

Một nhân vật cùng tham gia dự án mạo danh con người thay thế cho Nam Shin với một Android giống y hệt. Anh ta cũng là thư ký của Nam Shin và là người bạn duy nhất, được miêu tả là một người ấm áp và dễ chịu, cũng thực dụng và thực tế khi thực hiện nhiệm vụ trong quyền hạn của mình. Thân thế gia cảnh của anh gắn liền với công ty của Nam Shin, PK Group, vì anh đã lớn lên trong một trại trẻ mồ côi mà tập đoàn tài trợ, và trở thành sinh viên hàng đầu tại một trường đại học cũng được hỗ trợ bởi Tập đoàn PK.
- Park Hwan-hee vai Seo Ye-na[8]

Một cô gái thuần khiết và hữu ích. Cô là khách hàng của Kang So-bong và hôn phu của Nam Shin. Cha cô là giám đốc cao cấp của Tập đoàn PK.
- Yu Oh-seong vai Seo Jong-gil

Đối thủ của Nam Shin, đồng thời là bố của hôn phu tương lai của Nam Shin. Giám đốc cấp cao của PK Group, luôn muốn gạt Nam Shin ra khỏi chiếc ghế chủ tịch để trở thành người đứng đầu công ty.

### Vai phụ
- Kim Hyun-sook vai Phóng viên Jo, bạn thân của Kang So-bong
- Choi Deok-moon vai David

Người yêu của Oh Ro-ra - mẹ Nam Shin, đồng thời là người cùng chế tạo ra các Robot Nam Shin I, II, III.
- Park Yeong-gyu vai Nam Gun-ho
- Kim Won-hae vai Kang Jae-sik
- Kim Hye-eun vai Nam Ho-yeon
- Cho Jae-ryong vai Thư ký Park
- Oh Hee-joon vai Jo In-tae
- Cha In-ha vai Hwang Ji-yong
- Oh Eui-sik vai Cha Hyun-joon
- Chae Dong-hyun[9] vai Ko Chang-jo
- Oh Han-kyul vai Robot Nam Shin I (Nam Shin hồi bé)
- Lee Joo-chan vai Robot Nam Shin II (Nam Shin hồi nhỏ)

### Khách mời
- Heo Young-ji (Tập 1)

## Sản xuất
Anh cũng là con người? được biên kịch bởi Jo Jung-joo (Nam nhân của công chúa, 2011) và đạo diễn bởi Cha Young-hoon (Yêu không kiểm soát, 2016). Quá trình quay phim bắt đầu từ cuối tháng 6/2017 và kết thúc vào ngày 29 tháng 11 năm 2017. Buổi đọc kịch bản được tổ chức vào tháng 6 năm 2017 tại KBS Annex ở Yeouido, Seoul. Một số cảnh quay được quay tại Séc. Toàn bộ quá trình sản xuất bộ phim đã tốn mất hai năm để hoàn thành và có chi phí tổng cộng là 10 tỷ won (tương đương 9,23 triệu US$).
Nhà sản xuất bộ phim từng lên tiếng rằng thông qua bộ phim, họ muốn gửi gắm thông điệp: "Robot AI không còn chỉ là trí tưởng tượng. Chẳng bao lâu, họ sẽ sống giữa chúng tôi và chúng tôi đã cố gắng để nói về nhân loại và tình yêu trong bộ phim này. Đây là một câu chuyện cho tất cả chúng ta trong thế hệ này và chúng tôi hứa sẽ mang lại cho bạn cả niềm vui và nhiều sự tiếc nuối".
Bộ phim đã được trình chiếu thử tại Liên hoan phim truyền hình quốc tế Cannes trước khi ra mắt chính thức.

## Nhạc phim

### OST Phần 1
| Được phát hành vào ngày 4 tháng 6 năm 2018 | Được phát hành vào ngày 4 tháng 6 năm 2018 | Được phát hành vào ngày 4 tháng 6 năm 2018 | Được phát hành vào ngày 4 tháng 6 năm 2018 | Được phát hành vào ngày 4 tháng 6 năm 2018 | Được phát hành vào ngày 4 tháng 6 năm 2018 |
| STT                                        | Nhan đề                                    | Phổ lời                                    | Phổ nhạc                                   | Thể hiện                                   | Thời lượng                                 |
| ------------------------------------------ | ------------------------------------------ | ------------------------------------------ | ------------------------------------------ | ------------------------------------------ | ------------------------------------------ |
| 1.                                         | "사랑인걸까?" (Is It Love?)                | 17HOLIC, Choi Ha-na, Ravi                  | Dino Seo                                   | VIXX                                       | 03:16                                      |
| 2.                                         | "사랑인걸까?" (Inst.)                      |                                            | Dino Seo                                   |                                            | 03:16                                      |
| Tổng thời lượng:                           | Tổng thời lượng:                           | Tổng thời lượng:                           | Tổng thời lượng:                           | Tổng thời lượng:                           | 06:32                                      |

### OST Part 2
| Được phát hành vào ngày 12 tháng 6 năm 2018 | Được phát hành vào ngày 12 tháng 6 năm 2018 | Được phát hành vào ngày 12 tháng 6 năm 2018 | Được phát hành vào ngày 12 tháng 6 năm 2018 | Được phát hành vào ngày 12 tháng 6 năm 2018 | Được phát hành vào ngày 12 tháng 6 năm 2018 |
| STT                                         | Nhan đề                                     | Phổ lời                                     | Phổ nhạc                                    | Thể hiện                                    | Thời lượng                                  |
| ------------------------------------------- | ------------------------------------------- | ------------------------------------------- | ------------------------------------------- | ------------------------------------------- | ------------------------------------------- |
| 1.                                          | "LOVE"                                      | Heo Seong-jin, Gaemi, Changjo               | Gaemi, Heo Seong-jin                        | Lyn, Hanhae                                 | 03:54                                       |
| 2.                                          | "LOVE" (Inst.)                              |                                             | Gaemi, Heo Seong-jin                        |                                             | 03:54                                       |
| Tổng thời lượng:                            | Tổng thời lượng:                            | Tổng thời lượng:                            | Tổng thời lượng:                            | Tổng thời lượng:                            | 07:48                                       |

## Tỷ suất lượt xem
- Số màu xanh: tỷ suất thấp nhất và số màu đỏ: tỷ suất cao nhất.
- K: không được xếp hạng trong top 20 chương trình hàng ngày vào ngày đó.

| Tập        | Ngày phát sóng | Tỷ lệ khán giả trung bình | Tỷ lệ khán giả trung bình | Tỷ lệ khán giả trung bình | Tỷ lệ khán giả trung bình |
| Tập        | Ngày phát sóng | TNmS                      | TNmS                      | AGB Nielsen               | AGB Nielsen               |
| Tập        | Ngày phát sóng | Toàn quốc                 | Seoul                     | Toàn quốc                 | Seoul                     |
| ---------- | -------------- | ------------------------- | ------------------------- | ------------------------- | ------------------------- |
| 1          | 4/6/2018       | 6,1%                      | 6,3%                      | 5,2% (K)                  | 5,4% (K)                  |
| 2          | 4/6/2018       | 6,9%                      | 7,2%                      | 5,9% (K)                  | 6,1% (K)                  |
| 3          | 5/6/2018       | 5,4%                      | 5,6%                      | 5,0% (K)                  | 5,2% (K)                  |
| 4          | 5/6/2018       | 5,9%                      | 6,1%                      | 5,3% (K)                  | 5,5% (K)                  |
| 5          | 11/6/2018      | 5,5%                      | 5,7%                      | 5,4% (K)                  | 5,6% (K)                  |
| 6          | 11/6/2018      | 7,0%                      | 7,2%                      | 6,3% (K)                  | 6,5% (K)                  |
| 7          | 12/6/2018      | 8,0%                      | 8,3%                      | 7,7% (6th)                | 7,4% (4th)                |
| 8          | 12/6/2018      | 9,6%                      | 9,7%                      | 9,9% (3rd)                | 9,8% (2nd)                |
| 9          | 18/6/2018      | 5,2%                      | 5,4%                      | 5,5% (19th)               | 5,7% (K)                  |
| 10         | 18/6/2018      | 5,2%                      | 5,5%                      | 5,0% (K)                  | 5,3% (K)                  |
| 11         | 25/6/2018      | 5,0%                      | 5,2%                      | 4,6% (K)                  | 4,8% (K)                  |
| 12         | 25/6/2018      | 5,7%                      | 5,9%                      | 5,3% (K)                  | 5,4% (K)                  |
| 13         | 3/7/2018       | 5,2%                      | 5,4%                      | 4,8% (K)                  | 5,0% (K)                  |
| 14         | 3/7/2018       | 6,4%                      | 6,8%                      | 5,9% (K)                  | 6,1% (K)                  |
| 15         | 3/7/2018       | 5,2%                      | 5,3%                      | 4,8% (K)                  | 4,9% (K)                  |
| 16         | 3/7/2018       | 4,6%                      | 4,8%                      | 4,2% (NR)                 | 4,4% (K)                  |
| 17         | 9/7/2018       | 4,7%                      | 4,9%                      | 4,3% (K)                  | 4,4% (K)                  |
| 18         | 9/7/2018       | 5,5%                      | 5,7%                      | 5,2% (K)                  | 5,5% (K)                  |
| 19         | 10/7/2018      | 5,0%                      | 5,3%                      | 4,6% (K)                  | 4,8% (K)                  |
| 20         | 10/7/2018      | 5,9%                      | 6,0%                      | 5,5% (K)                  | 5,6% (K)                  |
| 21         | 16/7/2018      | 4,8%                      | 4,9%                      | 4,4% (K)                  | 4,5% (K)                  |
| 22         | 16/7/2018      | 5,5%                      | 5,6%                      | 5,1% (K)                  | 5,3% (K)                  |
| 23         | 17/7/2018      | 4,7%                      | 4,8%                      | 4,4% (K)                  | 4,7% (K)                  |
| 24         | 17/7/2018      | 5,8%                      | 6,1%                      | 5,4% (19th)               | 5,2% (K)                  |
| 25         | 23/7/2018      | 5,3%                      | 5,1%                      | 4,6% (K)                  | 4,4% (K)                  |
| 26         | 23/7/2018      | 6,2%                      | 5,9%                      | 5,6% (19th)               | 5,5% (K)                  |
| 27         | 24/7/2018      | 6,4%                      | 6,2%                      | 5,0% (20th)               | 4,8% (K)                  |
| 28         | 24/7/2018      | 7,7%                      | 7,4%                      | 6,0% (17th)               | 5,3% (20th)               |
| 29         | 30/7/2018      | 5,1%                      | 4,5%                      | 4,7% (K)                  | 4,3% (K)                  |
| 30         | 30/7/2018      | 5,7%                      | 5,4%                      | 5,9% (18th)               | 5,5% (K)                  |
| 31         | 31/7/2018      | 5,2%                      | 4,8%                      | 5,2% (K)                  | 4,9% (K)                  |
| 32         | 31/7/2018      | 6,0%                      | 5,5%                      | 6,0% (13th)               | 5,7% (18th)               |
| 33         | 6/8/2018       | 6,8%                      | 6,5%                      | 5,0% (K)                  | 4,7% (K)                  |
| 34         | 6/8/2018       | 6,2%                      | 5,9%                      | 5,3% (K)                  | 5,1% (K)                  |
| 35         | 7/8/2018       | 6,3%                      | 6,4%                      | 6,5% (13th)               | 6,7% (10th)               |
| 36         | 7/8/2018       | 7,6%                      | 7,7%                      | 7,8% (7th)                | 7,9% (6th)                |
| Trung bình | Trung bình     | 5,9%                      | 6,0%                      | 5,5%                      | 5,5%                      |

## Giải thưởng và đề cử
| Năm  | Giải thưởng                                      | Giải                                            | Người được đề cử                | Kết quả   | Nguồn  |
| ---- | ------------------------------------------------ | ----------------------------------------------- | ------------------------------- | --------- | ------ |
| 2018 | Giải thưởng phim truyền hình Hàn Quốc lần thứ 11 | Excellence Award, Actor                         | Seo Kang-joon                   | Đề cử     | [ 17 ] |
| 2018 | Giải KBS Drama lần thứ 32                        | Excellence Award, Actor in a Mid-length Drama   | Seo Kang-joon                   | Đoạt giải | [ 18 ] |
| 2018 | Giải KBS Drama lần thứ 32                        | Excellence Award, Actor in a Mid-length Drama   | Lee Joon-hyuk                   | Đề cử     | [ 18 ] |
| 2018 | Giải KBS Drama lần thứ 32                        | Excellence Award, Actress in a Mid-length Drama | Gong Seung-yeon                 | Đề cử     | [ 18 ] |
| 2018 | Giải KBS Drama lần thứ 32                        | Best Supporting Actor                           | Yu Oh-seong                     | Đề cử     | [ 18 ] |
| 2018 | Giải KBS Drama lần thứ 32                        | Best Supporting Actor                           | Kim Won-hae                     | Đoạt giải | [ 18 ] |
| 2018 | Giải KBS Drama lần thứ 32                        | Best Supporting Actress                         | Kim Sung-ryung                  | Đề cử     | [ 18 ] |
| 2018 | Giải KBS Drama lần thứ 32                        | Best Supporting Actress                         | Kim Hyun-sook                   | Đoạt giải | [ 18 ] |
| 2018 | Giải KBS Drama lần thứ 32                        | Best Couple                                     | Seo Kang-joon & Gong Seung-yeon | Đoạt giải | [ 18 ] |